# Hans Memling
Hans Memling (Seligenstadt, entre 1435 e 1440 – Bruges, 11 de agosto de 1494) foi um dos mais notáveis pintores alemães.
Viveu a maior parte de sua vida em Flandres. Foi ignorado pela historiografia de arte até meados do século XIX, quando o seu nome se tornou conhecido.
No início da sua vida artística, passou algum tempo na cidade de Colónia, na Alemanha, onde os especialistas crêem que Memling tenha estudado. Porém, em 1466, Memling viajou para Bruges, onde se tornou aluno de Rogier van der Weyden. A partir daqui, a influência, não só de Van der Weyden, como de outros artistas flamengos (como Dirck Bouts) tornou-se proeminente na obra de Hans Memling.
Na sua obra, predominam as composições religiosas e famosos retratos. Ao longo da sua vida, o seu estilo pouco mudou. Este facto veio a dificultar a classificação cronológica dos seus quadros. Entre as suas mais famosas obras, contam-se Retrato de uma anciã e Santo Estêvão.

## Obras de Memling
- O Juízo Final (c. 1467-1471)
- Cenas da Paixão de Cristo (c. 1470)
- A Anunciação (c. 1480)
- Mater Dolorosa (c. 1480)

## Alguns museus onde se podem encontrar obras de Memling
Hoje em dia, as obras de Hans Memling encontram-se expostas em museus do mundo inteiro, como em:
- Alte Pinakothek, em Munique
- Galeria Doria Pamphilj, em Roma
- Metropolitan Museum of Art, em Nova Iorque
- Museu de Arte de São Paulo, em São Paulo
- Museu do Louvre, em Paris
- Museu do Prado, em Madrid
- Museu Groeninge, em Bruges
- Museu Nacional de Arte Antiga, em Lisboa
- Galleria degli Uffizi, em Florença

## Galeria

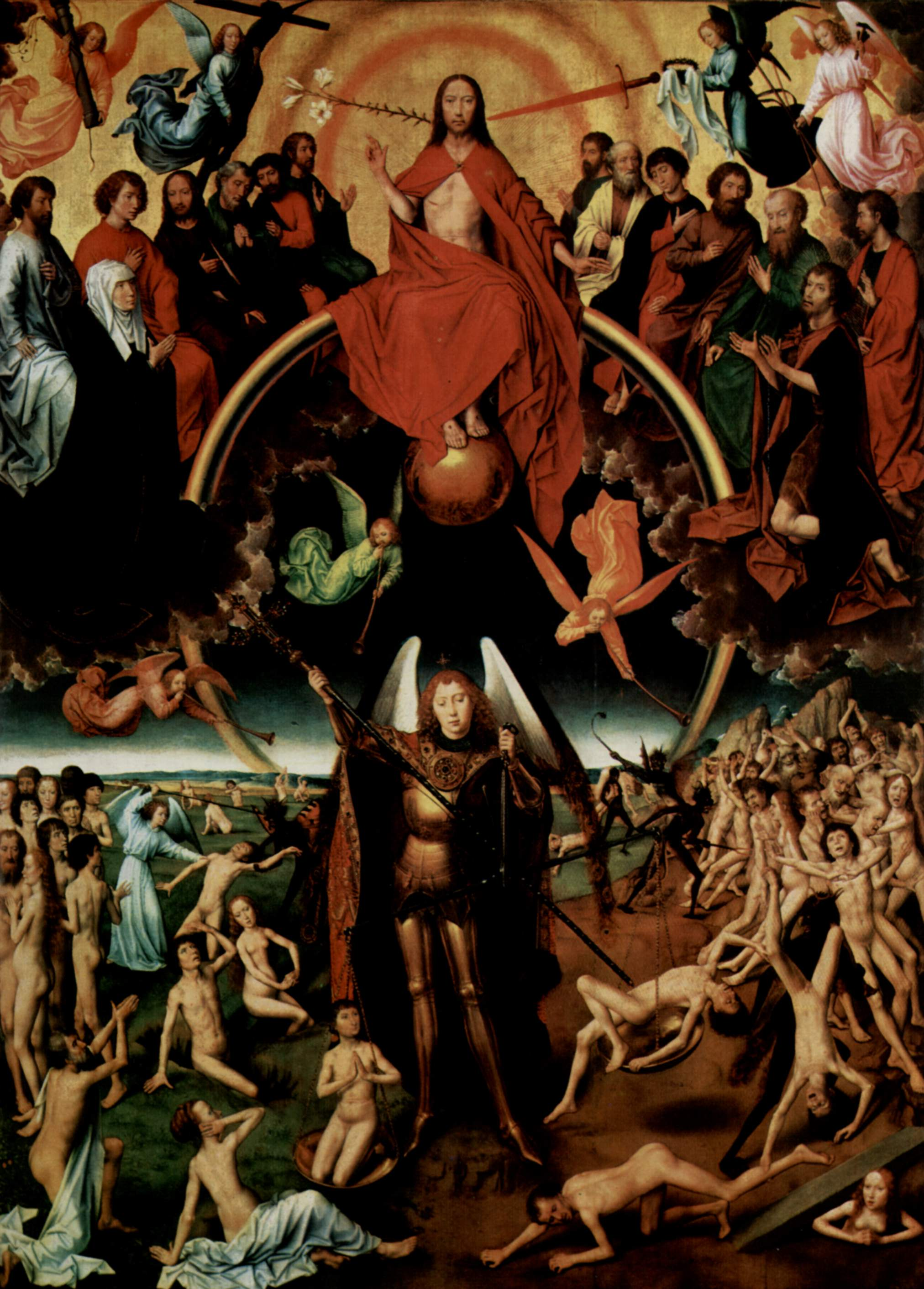
O Juízo Final, painel central do tríptico que se encontra no Museu Nacional de Gdańsk
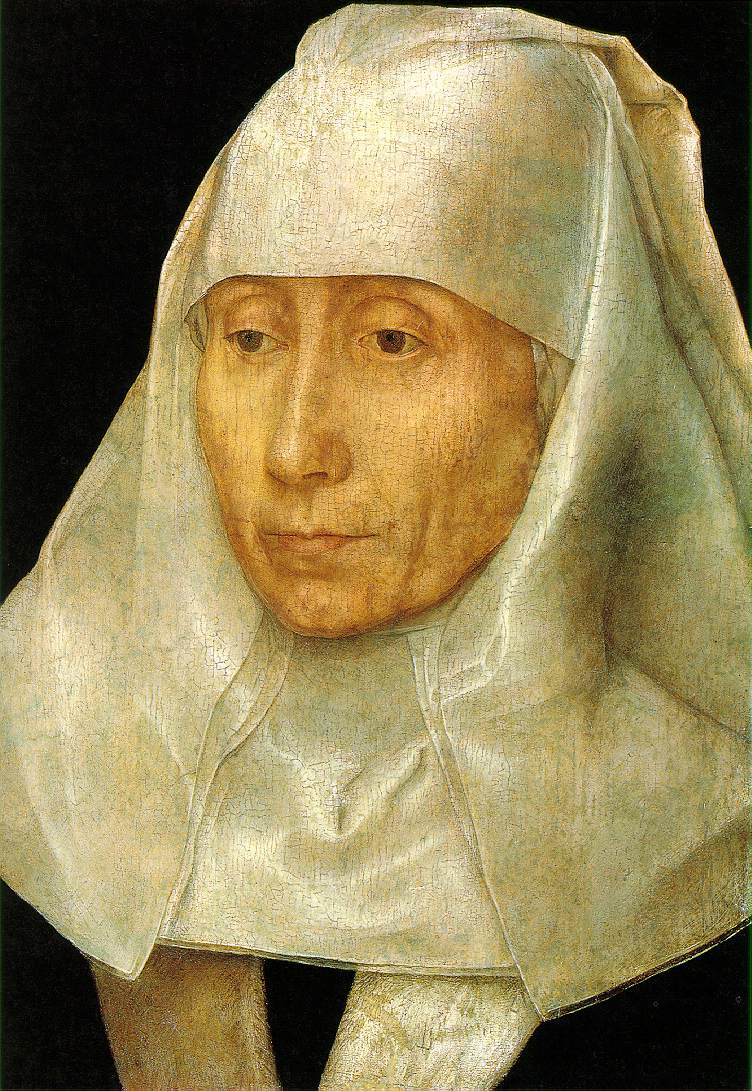
Retrato de uma velha senhora, Museu de Belas-Artes de Houston, Texas
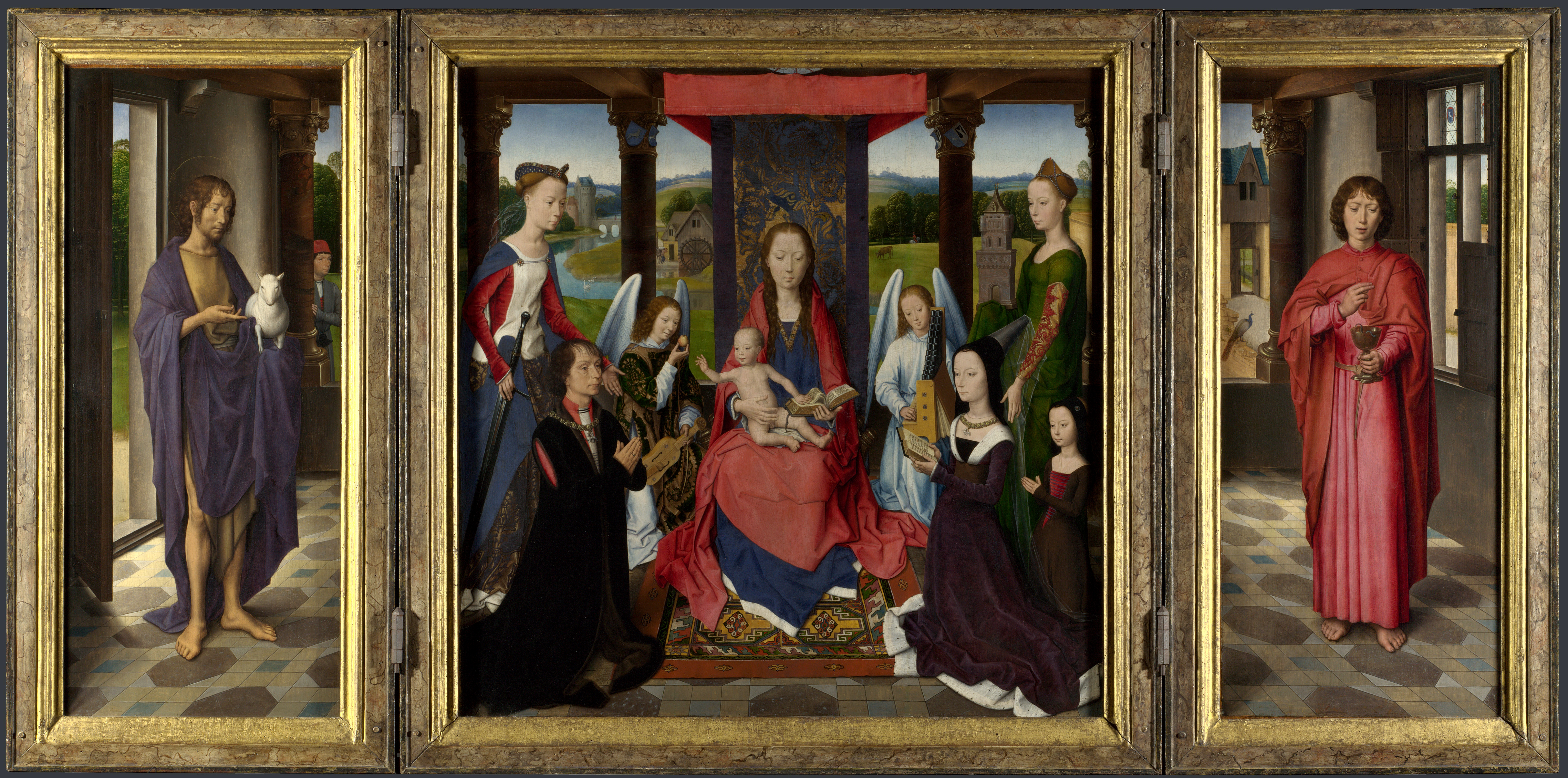
Tríptico de Donne, Galeria Nacional de Londres